# Puoitatjärnen
Puoitatjärnen är en sjö i Jokkmokks kommun i Lappland och ingår i Luleälvens huvudavrinningsområde. Puoitatjärnen ligger i Udtja Natura 2000-område.